# Giovanni Fontana (arkitekt)
Giovanni Fontana, född 1540 i Melide, död 1614 i Rom, var en italiensk arkitekt, bror till Domenico Fontana. 
Fontana arbetade tillsammans med Carlo Maderna på Peterskyrkans byggnad och utförde (1612) fontänanläggningen Acqua Paolina i Rom.